# Morimus inaequalis
Morimus inaequalis es una especie de escarabajo longicornio perteneciente al género Morimus, categorizada en la tribu Lamiini, de la subfamilia Lamiinae. Fue descrita por Waterhouse en 1881.

## Descripción
Mide 27 mm de longitud.

## Distribución
Se distribuye por Asia: en India.